# Pancho and Lefty
Pancho and Lefty è un brano pubblicato dal cantautore country statunitense Townes Van Zandt, apparso sull'album The Late Great Townes Van Zandt del 1972, è considerato il suo brano più conosciuto.
Ripreso da Emmylou Harris nell'album Luxury Liner del 1977, è stato portato al successo solo dieci anni più tardi dalla coppia Merle Haggard e Willie Nelson che l'hanno pubblicato come singolo nel 1983 per la Epic Records.